# A Juggler’s Tale
A Juggler's Tale ist ein Indie-Plattformer des deutschen Entwicklerstudios kaleidoscube, der am 29. September 2021 erschien. Es wird von Mixtvision für Microsoft Windows, Nintendo Switch, PlayStation 4, PlayStation 5 und Xbox One vertrieben.

## Spielprinzip
Der Spieler steuert die Marionette Abby durch eine zweidimensionale Spielwelt und kann dabei genretypische Handlungen wie Laufen und Springen ausführen, sowie Gegenstände ziehen, schieben, aufheben und werfen. So müssen einfache Logik-, Physik- und Bewegungsrätsel gelöst werden.
Abbys Fäden sind eine integrale Spielmechanik, denn diese können sich in Objekten verfangen. So kann Abby beispielsweise eine offene Tür nicht durchqueren, sofern darüber ein Hindernis hängt. Sie tragen aber auch zur Lösung von Rätseln bei, indem sie zum Beispiel Schalter umlegen, die Abby selbst nicht erreichen könnte.

## Handlung & Präsentation
In einem Gasthaus wird die Geschichte der Marionette Abby erzählt, die als Artistin in einem Zirkus arbeitet, dort jedoch wie ein Tier in einem Käfig gehalten wird. Als sich die Gelegenheit zur Flucht ergibt, ergreift sie diese und durchquert dabei einen düsteren Wald, ein mittelalterliches Dorf und ein verwüstetes Schlachtfeld, während die Häscher des Zirkusdirektors ihr nachstellen und sie vor gefährlichen Tieren fliehen oder sich vor bedrohlichem Wetter in Sicherheit bringen muss.
Der Erzähler Jack greift immer wieder in dieses Abenteuer ein und rettet Abby mit seinen Fäden aus gefährlichen Situationen. Seine in Reimform gehaltene Erzählung wird im Laufe der Handlung immer düsterer und zynischer und ein tragisches Ende zeichnet sich ab. Etwa in der Mitte des Spiels löst Abby sich von ihren Fäden und entkommt so der Kontrolle des Erzählers, welcher im letzten Akt des Spiels überhaupt nicht mehr präsent ist.
Das Spiel ist im Stile eines Guckkastens inszeniert, in dem ein Marionettentheater aufgeführt wird. So schließt sich zwischen den Akten ein roter Vorhang und die Szenerie entpuppt sich als Bühnenbild aus Holz. Die Inszenierung ist märchenhaft und setzt sowohl detaillierte Szenenbildern als auch weitläufige Panoramen ein, die zudem reich mit Wetter- und Lichteffekten versehen sind.

## Entwicklung
A Juggler's Tale begann als Studienprojekt der Studenten Dominik Schön, Steffen Oberle und Enzio Probst an der Filmakademie Baden-Württemberg. Sie kauften anschließend die Rechte an dem Entwurf und nahmen ein Urlaubsjahr, um das Spiel fertig zu entwickeln. Als Produzent stieß der Dozent Sven Bergmann hinzu. Weitere Studenten unterstützten die Entwicklung in den Bereichen Musik, Drehbuch und Motion Design.
Die Medien- und Filmgesellschaft Baden-Württemberg förderte die Entwicklung des Spiels im Jahr 2018 mit einem Darlehen in Höhe von 20.000 Euro.

## Rezeption
Das Spiel erhielt gute Kritiken, die Schwächen im Feinschliff mit Verweis auf den Status als Erstlingswerk sowie den geringen Preis als verzeihlich betrachteten. Insbesondere die grafische Präsentation wurde vielfach gelobt und trage viel zur Stimmung bei. Gleiches gelte für den Erzähler und seine lyrischen Texte sowie die Musik. Die Idee die Fäden einer Marionette in die Rätsel einzubeziehen wurde als erfrischend innovativ beschrieben, wurde jedoch nach Ansicht mancher Rezensenten nicht wirklich ausgereizt. Teilweise seien die Rätsel zudem etwas zu leicht und die Länge des Spiels mit zwei bis drei Stunden recht kurz.

### Auszeichnungen
Bereits als das Spiel noch ein Studiumsprojekt war, wurde es in der Kategorie „Bester Nachwuchs Prototyp“ des Deutschen Computerspielpreises 2019 ausgezeichnet und gewann sechs Preise bei der Game Connection 2019. Auch beim Independent Games Festival 2020 erhielt es eine Nominierung als „Best Student Game“.
Nach der Veröffentlichung erhielt es den Deutschen Entwicklerpreis 2021 in den Kategorien „Bestes Game Design“, „Beste Grafik“ und „Beste Story“ sowie den Deutschen Computerspielpreis 2022 in der Kategorie „Beste Spielwelt und Ästhetik“ und wurde für weitere Kategorien beider Preise nominiert.

### Nutzung im Unterricht
Die Landesanstalt für Kommunikation schlägt das Spiel für den Einsatz in den Klassenstufen 3 bis 6 vor, beispielsweise als Anlass für kreative Schreibaufgaben oder als Einstieg zur Auseinandersetzung mit lyrischen Texten.  Das Zentrum für didaktische Computerspielforschung an der Pädagogischen Hochschule Freiburg bezeichnete A Juggler’s Tale als „Paradebeispiel für die Übertragung von Elementen klassischer Literatur in den Kontext eines Computerspiels“, welches sich eigne, um die Rolle des Erzählers didaktisch zu ergründen. Der Spielratgeber NRW empfand das Spiel für Kinder unter 10 Jahren als zu düster. Außerdem können sie den Sarkasmus des Erzählers eventuell noch nicht richtig erfassen und seine Hinweise zur Lösung von Rätseln dadurch möglicherweise nicht deuten.

### Bilderbuch
In Zusammenarbeit mit der amerikanischen Kinderbuchautorin Laurel Snyder wurde eine Bilderbuch-Adaption von A Juggler's Tale mit dem Titel Abbys Traum veröffentlicht. Das Buch erschien im Juli 2022 und wurde  mit der Verlagsprämie des Freistaats Bayern für seine „vielversprechende Transformation von digitalen Inhalten aus einem Spiel in ein kunstvolles Bilderbuch“ ausgezeichnet.